# Cecília Meireles

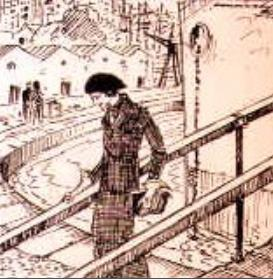
Cecília Meireles betritt Lissabon, Zeichnung von Fernando Correia Dias (1934)

Cecília Benevides de Carvalho Meireles (* 7. November 1901 in Rio de Janeiro; † 9. November 1964 ebenda) war eine brasilianische Lyrikerin und Journalistin. Ihr Werk gehört zum Kanon des brasilianischen Modernismus. 
Meireles wuchs nach dem frühen Tod ihrer Eltern bei einer Großmutter auf. Nach dem Abschluss der Escola Normal 1917 wurde sie Lehrerin und begründete zwei Jahre später mit dem Sonettband Espectros ihren Ruf als Lyrikerin. 1922 heiratete sie den portugiesischen Künstler Fernando Correia Dias, mit dem sie drei Töchter bekam. Deren jüngste, Maria Fernanda, wurde als Schauspielerin bekannt.
Anfang der 1930er Jahre war Meireles besonders als Journalistin aktiv und verantwortlich für die tägliche Seite über Erziehung der Zeitschrift Diário de Notícias. 1934 wurde sie Direktorin des Instituto Infantil beim Mourisco Pavilion und gründete eine Kinderbibliothek. Sie unternahm mit ihrem Mann auf Einladung des Secretaria de Propaganda eine Reise nach Portugal und wurde 1935 Dozentin für brasilianische Literatur an der Universidade do Distrito Federal.
Nach dem Suizid ihres Mannes weitete Meireles ihre Lehrtätigkeit aus und lieferte regelmäßig Beiträge für verschiedene Zeitungen wie A Manhã, Correio Paulistano und A Nação. Für ihr Buch Viagem erhielt sie 1938 den Lyrikpreis der Brasilianischen Akademie für Literatur. 1940 unterrichtete sie brasilianische Literatur und Kultur an der University of Texas. Sie verfasste weitere Gedichtbände und veröffentlichte in der Zeitschrift A Manhã eine Serie von Studien über Kinderfolklore.
1951 war sie Sekretärin des Ersten Nationalen Folklorekongresses in Rio Grande do Sul. Im Folgejahr erhielt sie den chilenischen Nationalverdienstorden und wurde Ehrenmitglied des Gabinete Português de Leitura beim Instituto Vasco da Gama in Goa. 1953 erschien der Gedichtband O Romanceiro da Inconfidência, der als ihr Hauptwerk gilt. Auf Einladung des indischen Ministerpräsidenten Jawaharlal Nehru nahm sie an einem Symposium über das Werk Mahatma Gandhis teil und wurde mit einem Ehrentitel der Universität Delhi ausgezeichnet. Für den Gedichtband Poemas de Israel erhielt sie 1963 einen Prêmio Jabuti in der Kategorie Übersetzung und für den Band Solombra 1964  den Preis in der Kategorie Poesie. 1964 erlag sie einem Krebsleiden. Die Brasilianische Akademie für Literatur ehrte sie posthum 1965 für ihr Lebenswerk mit dem Prêmio Machado de Assis.

## Werke
- Espectros, 1919
- Nunca mais... e Poema dos Poemas, 1923
- Baladas para El-Rei, 1925
- Criança, meu amor, 1927
- Viagem, 1939
- Vaga música, 1942
- Mar Absoluto e Outros Poemas, 1945
- Retrato natural, 1949
- Amor em Leonoreta, 1951
- Dez noturnos de Holanda & O aeronauta, 1952
- Romanceiro da Inconfidência, 1953
- Pequeno Oratório de Santa Clara, 1955
- Pistóia, Cemitério Militar Brasileiro, 1955
- Canções, 1956
- Romance de Santa Cecília, 1957
- Obra poética, 1958
- Metal Rosicler, 1960
- Poemas escritos na Índia, 1961
- Poemas de Israel, 1963
- Solombra, 1963
- Ou isto ou aquilo, 1964
- Crônica trovada da cidade de Sam Sebastiam, 1965
- Poemas italianos, 1968
- Ou isto ou aquilo & Inéditos, 1969
- Cânticos, 1981
- Oratório de Santa Maria Egipcíaca, 1986